# Blanca Grande
Blanca Grande o Tenemiquén, en ocasiones citada como Blancagrande, es una localidad argentina del partido de Olavarría, localizada en el interior de la provincia de Buenos Aires. A esta zona los nativos tehuelches-mapuches la llamaban "Tenemiquén" (aunque en el registro histórico fue escrito como "Tenemiche", igual que el Arroyo Tapalquén se escribió como "Tapalche" en los mismos registros de la época).
En sus cercanías se encuentra la Laguna Blanca Grande cerca de la cual se estableció el Fuerte Blanca Grande en 1828; este fuerte que había sido establecido como parte de las denominadas Campañas previas a la Conquista del Desierto, duró unos pocos meses debido a los malones (ataques rápidos a caballo, con saqueo y cautivos incluidos) de los nativos de la zona.
Se encuentra a unos 75 km al noroeste de la ciudad de Olavarría.

## Población
Cuenta con 65 habitantes (Indec, 2010), lo que representa un descenso del 23% frente a los 85 habitantes (Indec, 2001) del censo anterior.
| Gráfica de evolución demográfica de Blancagrande entre 1991 y 2010 |
|                                                                    |
| Fuente: Censos nacionales del INDEC                                |